# Grammomys dryas
Il ratto di boscaglia delle foreste (Grammomys dryas  Thomas, 1907) è un roditore della famiglia dei Muridi endemico dell'Africa orientale.

## Descrizione
Roditore di piccole dimensioni, con la lunghezza della testa e del corpo di 118 mm, la lunghezza della coda di 185 mm, la lunghezza del piede di 24,5 mm e la lunghezza delle orecchie di 19 mm.

Le parti superiori sono fulve, più brillanti sul fondo schiena. La testa è più grigia. I fianchi sono più chiari. Le parti ventrali sono bianche, talvolta con dei riflessi giallo-brunastri. Le orecchie sono bruno-fulve o nerastre. Una macchia giallo-brunastra chiara è presente alla base posteriore di ognuna di esse. Il dorso delle zampe è giallo-brunastro chiaro. La coda è più lunga della testa e del corpo, uniformemente marrone scuro e con un ciuffo terminale.

## Biologia

### Comportamento
È una specie arboricola e notturna.

## Distribuzione e habitat
Questa specie è diffusa nell'Uganda sud-occidentale, Ruanda nord-occidentale e sud-occidentale, Burundi nord-occidentale e lungo le sponde occidentali del Lago Kivu nella Repubblica Democratica del Congo.
Vive nelle foreste umide tropicali montane. Non è noto se possa sopravvivere in ambienti disturbati o modificati.

## Conservazione
La IUCN Red List, considerato l'areale limitato e il declino nella qualità ed estensione del proprio habitat, classifica G.dryas come specie prossima alla minaccia (NT).